# Sindrome del ristorante cinese
La sindrome del ristorante cinese, denominata anche intolleranza al glutammato, è un'ipotetica sindrome che si presenterebbe dopo aver mangiato cibi di ristoranti cinesi. Tale sindrome, anche alla luce di recenti studi sistematici viene indicata come una vera e propria bufala.
I sintomi sarebbero: sensazione di bruciore diffusa a tutto il corpo, senso di pressione facciale, cefalea, stato d'ansia, formicolio alla parte superiore del corpo, dolore in regione toracica, alterazioni della sensibilità e dolori del capo e del collo, senso di bruciore alla nuca, nausea, sudorazione e difficoltà respiratoria (broncocostrizione negli asmatici). Il trattamento generalmente non è necessario o, al limite, si occupa solo dei sintomi.
Imputata inizialmente ad un consumo eccessivo di glutammato, studi successivi hanno smentito possibili correlazioni. Gli studi scientifici indicano che i sintomi osservati negli esperimenti non sono specifici dell'ingestione di glutammato monosodico e possono essere provocati anche da altri alimenti; gli studi in cui il glutammato monosodico è stato somministrato nel cibo invece che in forma pura hanno generalmente mostrato una totale assenza di sintomi. Pertanto, non è comprovata alcuna relazione causale tra glutammato monosodico e reazioni avverse acute, temporanee e "autolimitanti". Tuttavia, sebbene i dati scientifici siano abbastanza chiari, si sono ugualmente diffusi gruppi di auto-aiuto, forum Internet, fornitori di integratori alimentari, mass media, naturopati, rappresentanti della paramedicina e altri a porre l'idea tradizionale di “intolleranza al glutammato”.

## Storia
Nel 1968, la lettera di un lettore al New England Journal of Medicine descriveva, per la prima volta, una serie di sintomi che sperimentava regolarmente dopo aver visitato ristoranti cinesi. La lettera era firmata dal "dottor Robert Ho Man Kwok", Senior research investigator al National Biomedical Research Foundation di Silver Spring.
Quando si venne a conoscenza di numerosi altri casi di reazioni di intolleranze dopo aver mangiato in tali ristoranti, seguì nel 1969 una pubblicazione in cui altri autori per primi avanzarono l'ipotesi che ci fosse un nesso causale tra i sintomi ed il glutammato aggiunto artificialmente al cibo.
Nel 2018, l'ortopedico Howard Steel rivelò pubblicamente di essere l'autore della lettera, affermando che si trattasse di una bufala derivante da una scommessa con un collega, e che i suoi tentativi di pubblicare una ritrattazione sul NEJM fossero stati bloccati dalla rivista. Secondo Steel, il nome del presunto dottore era una parodia di "Dr. Human Crock", a sua volta rivisitazione di una offesa inglese («a human crock of you-know-what»); un'altra prova era che il "National Biomedical Research Foundation" non esistesse. 
Tuttavia, la testimonianza di Steel è contraddittoria in quanto l'istituto in questione esiste e vi lavorò realmente un certo Robert Ho Man Kwok: i figli di Kwok ed un collega dell'istituto hanno confermato che Kwok è morto nel 2014. Quindi è probabile che l'affermazione di Steel fosse essa stessa una bufala.